# José Guilisasti
José Manuel Guilisasti Gana (Santiago, 1957 - Santiago, 19 de noviembre de 2014) fue un agrónomo y empresario chileno, gerente general de Viñedos Emiliana por espacio de tres años.
Nacido como uno de los siete hijos que tuvo Eduardo Guilisasti Tagle, de ascendencia vasca, con Isabel Gana Morandé, creció en un ambiente más bien conservador. Entre sus hermanos se cuenta Rafael, presidente de la Confederación de la Producción y del Comercio 2008-2010.
Estudió en el Saint George's College de Santiago y en la Pontificia Universidad Católica de Chile de la capital, donde alcanzó el título de ingeniero agrónomo.
Su experiencia profesional comenzó a los veinte años, cuando aún era un estudiante, momento en que se hizo cargo de Agrícola Alto de Quitralman. Desde 1986, en tanto, participó en el desarrollo de Emiliana, empresa a la que emigró desde Viña Concha y Toro, propiedad de su familia, con la misión de detectar nuevas tendencias. En esta firma se desempeñó en la gerencia agrícola y, posteriormente, en la gerencia general.
También tuvo una activa participación en Frutícola Viconto.
En 1998 realizó una de las innovaciones más importantes para la industria vitivinícola chilena, convirtiendo el 100% de las hectáreas de la viña a la agricultura orgánica y biodinámica.
Entre sus primos destacan Octavio Errázuriz, embajador de su país en los Estados Unidos en 1989-1990, y Josefa Errázuriz, alcaldesa de la comuna de Providencia.
Murió el 19 de noviembre de 2014 a los 57 años de edad.